# Federación Mexicana de Fútbol Asociación
La Federación Mexicana de Fútbol Asociación, A.C. (también conocida por su acrónimo, FEMEXFUT, o por sus siglas, FMF) es el organismo rector del fútbol en México; es la institución y cuerpo responsable de la organización, la validación y reglamentación de competencias, clubes, jugadores y árbitros a nivel profesional y amateur del fútbol en dicho país. Se fundó el 23 de agosto de 1922, con el nombre Federación Mexicana de Football Asociación (sic). Está afiliada a la FIFA desde 1929, a CONCACAF como miembro fundador desde 1961; y en México se haya afiliada a la CODEME desde 1933.
De acuerdo al Big Count: (censo realizado por la FIFA para obtener el registro de clubes, jugadores y oficiales afiliados en el mundo) 8 479 595 mexicanos son futbolistas en activo, ya sea a nivel amateur o profesional; de ellos, el número de jugadores registrados es de 324 595 y los no registrados 8 155 000. El total de clubes afiliados es de 311 y el de árbitros 85 789. También es la encargada de administrar a las selecciones de fútbol Varonil y Femenil en todas sus divisiones, y a las de modalidades de Sala y Playa. Anteriormente, las cuatro categorías del Sistema de ligas, sus competencias sufragáneas, la Liga Universitaria y todos los demás sectores afiliados dependían de la federación. Con los cambios efectuados en abril de 2012, la Liga y los clubes de la primera división profesional alcanzaron una autonomía gestionaría dentro de su afiliación al órgano rector.

## Origen
En el año de 1919 se produjo una escisión en la Liga Mexicana de Football Amateur Association (fundada en 1902), poco antes del inicio de la temporada. Los clubes España y España de Veracruz, solidarizados con la expulsión del club Tigres, se retiraron de la Liga y fundaron el 9 de febrero su propio circuito denominado Liga Nacional. Como dicha idea no prosperó, los albinegros programaron una serie de encuentros amistosos para mantenerse en activo, ante rivales tan diversos como el España de Orizaba al que golearon 9-0 el 20 de octubre de 1919, o sus triunfos 4-0 y 2-0 sobre Tigres, 2-0 sobre el Río Blanco y las conquistas de la Copa Alfonso XIII en una serie de tres partidos sobre el Reforma y de la Copa Elche en dos juegos sobre el Asturias.
El poder e influencia del cuadro hispano era tal, que la prensa de la época optaba por cubrir sus espacios deportivos con dichos encuentros. La injerencia del España sobre los medios, propicio que pocas noticias se publicaran sobre la Liga Mexicana, de la cual únicamente se sabe que el Pachuca se alzó con el trofeo y que la Copa Tower fue suspendida antes de su finalización.
La separación de ambas ligas se concretó en la temporada 1920-21; la Liga Nacional incluyó a América, España, Luz y Fuerza, Amicale y el Reforma. En tanto que la Liga Mexicana contó con la participación de Asturias, Internacional, México, Morelos y el Germania. Finalmente en el 23 de agosto de 1922 ambas ligas se unificaron, fundando la Federación de Foot-Ball Asociación y crearon el Campeonato de Primera Fuerza de la FMF, en ese momento, el máximo circuito de fútbol en México, antecedente directo de la actual Primera División. Al año siguiente amplió su influencia y se renombró como Federación Central de Fútbol, sería esta, cuyos miembros impulsaron la creación de la primera Selección nacional (que disputaría las primeras competencias oficiales en el extranjero del balompié mexicano).
El 26 de julio de 1927 se reorganizó en la actual Federación Mexicana de Fútbol; Este organismo es renovado por los siguientes clubes: Club México, Real Club España, Germania FV, Club América, Club de Fútbol Asturias, Club de Fútbol Aurrerá y Club Necaxa, siendo directivos Humberto Garza Ramos, del México, nombrado presidente, Juan B. Orraca del equipo Aurrerá como secretario y Manuel Alonso del Germania como tesorero, quienes inscribieron y afiliaron a la Femexfut en la FIFA en 1929.
La primera Selección Mexicana de Fútbol se formó en 1923 y la primera participación en un evento internacional fue durante los Juegos Olímpicos de Ámsterdam 1928. Se jugó contra España y se perdió 7 a 1. La primera Copa del Mundo se jugó en Montevideo, Uruguay, en el año de 1930. Se enfrentó a Francia en el evento de inauguración, en el estadio Pocitos del Club Atlético Peñarol y perdió 4 a 1. En el segundo partido México se enfrentó a Chile en el Parque Central, y perdió con un marcador de 3 a 0. Y en el encuentro final fue derrotada 6 a 3 por Argentina en el Estadio Centenario.
En la temporada 1930-31, el torneo fue suspendido luego de 2 jornadas, cuando los clubes Asturias, Atlante, Germania, México y Marte solicitaron permiso para remodelar el Campo Asturias (no confundir con el Parque Asturias, construido hasta 1936) que se encontraba en pésimo estado, para efectuar ahí sus juegos como local; ante el desacuerdo del España, el Necaxa (dueños de sus propios Parques) y el América que los secundo. Esto aunado al conflicto surgido con la Real Federación Española de Fútbol, que había solicitado a la Federación Mexicana de Fútbol inhabilitar al jugador Gaspar Rubio fichado por el España. La situación llegó al grado de la suspensión de estos tres clubes, que infructuosamente trataron de realizar un torneo paralelo; Simplemente la Federacíon decidió suspender el torneo para solucionar definitivamente los problemas administrativos. Así en 1931 el Campeonato de Primera Fuerza se renombró como Liga Mayor, separada de la federación (un sistema muy similar a la actual separación Liga MX-FMF) hasta 1948.

## Reglamentación
- Competencia[12]
  - Reglamento General de Competencia

- Generales[13]
  - Código de Ética
  - Estatuto Social
  - Manual del Comisario
  - Reglamento Agentes de Jugadores
  - Reglamento de Afiliación Nombre y Sede
  - Reglamento de la Comisión de Apelaciones
  - Reglamento de la Comisión de Conciliación y Resolución de Controversias
  - Reglamento de la Comisión de Árbitros
  - Reglamento de Participación por Formación
  - Reglamento de Sanciones
  - Reglamento de Seguridad para Partidos Oficiales

- Internacionales[14]
  - Reglas de Juego FIFA
  - Código de Ética de la FIFA

## Organización

### Comité ejecutivo
El Comité Ejecutivo es el máximo órgano ejecutor de la Federación Mexicana de Fútbol Asociación, A. C. y está integrado por el presidente de la Federación y los responsables de cada una de las Ramas de la Liga Mexicana de Fútbol y del Sector Amateur:
- Mikel Arriola (Comisionado Presidente)
- Ivar Sisniega (Presidente Ejecutivo)
- Vacante (director general de la 1.ª División y Liga MX Femenil)
- Víctor León Guevara (Representante de la Liga de Expansión MX)
- José Vázquez Ávila (Presidente de la 2.ª División)
- José Escobedo Corro (Presidente de la 3.ª División)
- Antonio Huizar (Presidente del Sector Amateur)

### Asamblea general
Es el órgano regulador de estatutos y reglamentos generales al interior del organismo, y lo integran un representante de cada uno de los clubes afiliados al sector profesional, uno por cada asociación estatal del sector amateur, y un representante de árbitros y otro de jugadores.

### Comisionado Presidente
A la presidencia de la Federación la acompañan de manera subordinada el presidente ejecutivo y el secretario general:
- Mikel Arriola (Comisionado Presidente de la Federación Mexicana de Fútbol)
- Ivar Sisniega (Presidente Ejecutivo)
- Iñigo Riestra (Secretario General)

### Direcciones generales
La cabeza del organismo es la Presidencia, seguida del Consejo Nacional y en el ámbito administrativo de la Secretaría General, que se soporta en cuatro direcciones generales:
- Dirección de Administración y Finanzas
- Dirección de Operaciones
- Dirección Deportiva
- Dirección de Ventas
- Dirección de Normatividad y Cumplimiento
- Dirección de Comunicación y Mercadotecnia
- Dirección de Auditoria Interna
- Dirección del Sistema Nacional de Capacitación
- Dirección General Deportiva: tiene a su cargo la organización y coordinación de los representativos mexicanos de fútbol. Las Selecciones Nacionales se separan en dos ramas: Varonil y Femenil. A su vez divididas en las siguientes categorías (añadiendo a las de modalidades sala y playa):

| - Mayor - Sub-23 - Sub-22 - Sub-21 - Sub-20 - Sub-17 - Sub-15 | - Mayor femenil - Sub-20 femenil - Sub-17 femenil | - Fútbol Sala - Fútbol Playa |

### Comisiones
A la vez, el área deportiva se integra de cinco comisiones:
- Comisión Disciplinaria, que tiene como función sancionar y juzgar cualquier violación al Estatuto de Reglamentos, resoluciones emanadas de la Asamblea General o del Consejo Nacional, cometidas por clubes, asociaciones estatales, jugadores y personal técnico. Igualmente, sanciona las faltas que cometan auxiliares, árbitros, jugadores y directores técnicos en partidos oficiales y amistosos autorizados por la federación.[17]
- Comisión de Árbitros, tiene a su cargo la dirección de los servicios de arbitraje de los sectores profesional y aficionado en lo que concierne a las competencias internacionales, nacionales, estatales e interestatales.[18]
- Comisión de Conciliación y Resolución de Controversias[19]
- Comisión de Apelaciones[20]
- Comisión Médica[21]

La Federación, a través del Sistema Nacional de Capacitación, ofrece un sinnúmero de cursos de capacitación y tiene a su cargo la Escuela de Árbitros, la Escuela de Directores Técnicos y la Escuela de Preparadores Físicos, además de organizar congresos y simposiums a nivel nacional e internacional.

## Fútbol femenil mexicano
- Primera División Femenil de México
- Liga Mexicana de Fútbol Femenil
- Selección femenina de fútbol de México

## Presidentes
| Presidente                          | Periodo     |
| ----------------------------------- | ----------- |
| Ulises Garza Ramos                  | 1922 - 1923 |
| Humberto Garza Ramos                | 1927 - 1928 |
| Enrique Gavaldá                     | 1928 - 1929 |
| Jesús Salgado                       | 1930 - 1933 |
| Germán Nuñez Cortina                | 1933 - 1937 |
| Carlos Garcés                       | 1937 - 1941 |
| Manuel Galán                        | 1941 - 1943 |
| Enrique Chávez Peón                 | 1943 - 1945 |
| Sebastián Martínez                  | 1945 - 1947 |
| Ernesto Casillas                    | 1948        |
| José Luis Canal                     | 1949 - 1950 |
| José Luis Barros Sierra             | 1950 - 1952 |
| Pedro Pons                          | 1952 - 1954 |
| Salvador Guarneros                  | 1954 - 1956 |
| Ignacio Gómez Urquiza               | 1956 - 1958 |
| Moisés Estrada                      | 1958 - 1960 |
| Guillermo Cañedo de la Bárcena      | 1960 - 1970 |
| José Luis Pérez Noriega             | 1970 - 1974 |
| Alfonso Estrada                     | 1974        |
| Carlos Laviada                      | 1974        |
| Juan de Dios de la Torre            | 1974 - 1978 |
| Guillermo Aguilar Álvarez Mazarrasa | 1978 - 1980 |
| Rafael del Castillo                 | 1980 - 1988 |
| Rafael Castellanos                  | 1988        |
| Marcelino García Paniagua           | 1988 - 1989 |
| Jesús Reynoso                       | 1989 - 1990 |
| Francisco Ibarra García de Quevedo  | 1990 - 1993 |
| Marcelino García Paniagua           | 1993 - 1994 |
| Juan José Leaño                     | 1994 - 1998 |
| Raúl Borja Navarrete                | 1998        |
| Enrique Borja                       | 1998 - 2000 |
| Alberto de la Torre Bouvet          | 2000 - 2006 |
| Justino Compeán Palacios            | 2006 - 2015 |
| Decio de María Serrano              | 2015 - 2018 |
| Yon de Luisa Plazas                 | 2018 - 2023 |
| Juan Carlos Rodríguez Bas           | 2023 - 2024 |
| Mikel Arriola                       | 2024 -      |

## Palmarés

### Selección absoluta masculina
| Competición                               | Selección absoluta                                                                 | Selección absoluta    | Selección absoluta                | Selección absoluta |
| Competición                               | Campeón                                                                            | Segundo lugar         | Tercer lugar                      | Cuarto lugar       |
| ----------------------------------------- | ---------------------------------------------------------------------------------- | --------------------- | --------------------------------- | ------------------ |
| Copa FIFA Confederaciones                 | 1 (1999)                                                                           | –                     | 1 (1995)                          | 2 (2005 y 2017)    |
| Copa Oro                                  | 13 (1965, 1971, 1977, 1993, 1996, 1998, 2003, 2009, 2011, 2015, 2019, 2023 y 2025) | 3 (1967, 2007 y 2021) | 5 (1973, 1981, 1991, 2013 y 2017) | 1 (1969)           |
| Copa América                              | –                                                                                  | 2 (1993 y 2001)       | 3 (1997, 1999 y 2007)             | –                  |
| Copa NAFC/Copa Norteamericana de Naciones | 3 (1947, 1949 y 1991)                                                              | 1 (1990)              | –                                 | –                  |
| Juegos Centroamericanos y del Caribe      | 2 (1935 y 1938)                                                                    | –                     | –                                 | –                  |
| Copa Concacaf                             | 1 (2015)                                                                           | –                     | –                                 | –                  |
| Liga de Naciones de la Concacaf           | 1 (2024-25)                                                                        | 2 (2021, 2024)        | 1 (2023)                          | –                  |

### Selecciones femeninas
Selección mayor
- Juegos Panamericanos 
  -  Medalla de oro (1): 2023.
  -  Medalla de plata (1): 1999.
  -  Medalla de bronce (3): 2003, 2011, 2015.
- Juegos Centroamericanos 
  -  Medalla de oro (3): 2014, 2018, 2023.

Selección sub-20
- Campeonato Femenino Sub-20 de la Concacaf 
  -  Campeona: 2018 y 2023

Selección sub-17
- Copa Mundial Femenina de Fútbol Sub-17
  -  Subcampeona: 2018
- Campeonato Femenino Sub-17 de la Concacaf 
  -  Campeona: 2013

Selección sub-15
- Juegos Olímpicos de la Juventud
  -  Medalla de bronce (1): 2014

Selección universitaria
- Universiadas
  -  Medalla de plata (1): 2013

### Selecciones menores masculinas
- Juegos Olímpicos
  -  Medalla de oro (1): 2012.
  -  Medalla de bronce (1): 2021.
- Preolímpico de Concacaf  (8): 1964, 1972, 1976, 1996, 2004, 2012, 2015, 2021.
- Copa Mundial de Fútbol Sub-17  (2): 2005 y 2011.
- Campeonato Sub-17 de la Concacaf  (9): 1985, 1987, 1991, 1996, 2013, 2015, 2017, 2019, 2023.
- Copa Mundial de Fútbol Sub-20:
  -  1977.
  -  2011.
- Campeonato Sub-20 de la Concacaf  (14): 1962, 1970, 1973, 1974, 1976, 1978, 1980, 1984, 1990, 1992, 2011, 2013, 2015, 2024.
- Campeonato Sub-15 de la Concacaf  (1): 2017.
- Juegos Panamericanos 
  -  Medalla de oro (4): 1967, 1975, 1999, 2011.
  -  Medalla de plata (4): 1955, 1991, 1995, 2015.
  -  Medalla de bronce (4): 2003, 2007, 2019 y 2023.
- Juegos Centroamericanos 
  -  Medalla de oro (7): 1935, 1938, 1959, 1966, 1990, 2014 y 2023.
  -  Medalla de plata (6): 1954, 1962, 1982, 1993, 1998 y 2002.
  -  Medalla de bronce (1): 1986.
- Universiadas
  -  Medalla de oro (1): 1979
  -  Medalla de bronce (1): 2017.
- Copa Mundial de Fútbol Playa  (1) : 2007.

### Clubes
| Club                     | Liga de Campeones/Copa de Campeones de la Concacaf | Recopa de la Concacaf | Copa de Gigantes de la Concacaf | Copa Sudamericana | Copa Interamericana | Derbi de las Américas de la FIFA | Copa Challenger de la FIFA | Total |
| ------------------------ | -------------------------------------------------- | --------------------- | ------------------------------- | ----------------- | ------------------- | -------------------------------- | -------------------------- | ----- |
| Club América             | 1977, 1987, 1990, 1992, 2006, 2015, 2016           | -                     | 2001                            | -                 | 1978, 1991          | -                                | -                          | 10    |
| Pachuca                  | 2002, 2007, 2008, 2010, 2017, 2024                 | -                     | -                               | 2006              | -                   | 2024                             | 2024                       | 9     |
| Cruz Azul                | 1969, 1970, 1971, 1996, 1997, 2014, 2025           | -                     | -                               | -                 | -                   | -                                | -                          | 7     |
| Monterrey                | 2011, 2012, 2013, 2019, 2021                       | 1993                  | -                               | -                 | -                   | -                                | -                          | 6     |
| Pumas de la UNAM         | 1980, 1982, 1989                                   | -                     | -                               | -                 | 1981                | -                                | -                          | 4     |
| Deportivo Toluca FC      | 1968, 2003                                         | -                     | -                               | -                 | -                   | -                                | -                          | 2     |
| Atlante FC               | 1983, 2009                                         | -                     | -                               | -                 | -                   | -                                | -                          | 2     |
| Club Necaxa              | 1999                                               | 1994                  | -                               | -                 | -                   | -                                | -                          | 2     |
| Guadalajara              | 1962, 2018                                         | -                     | -                               | -                 | -                   | -                                | -                          | 2     |
| Club Puebla              | 1991                                               | -                     | -                               | -                 | -                   | -                                | -                          | 1     |
| Atlético Español         | 1975                                               | -                     | -                               | -                 | -                   | -                                | -                          | 1     |
| Leones Negros de la UdeG | 1978                                               | -                     | -                               | -                 | -                   | -                                | -                          | 1     |
| Tecos de la UAG          | -                                                  | 1995                  | -                               | -                 | -                   | -                                | -                          | 1     |
| Tigres de la UANL        | 2020                                               | -                     | -                               | -                 | -                   | -                                | -                          | 1     |
| Club León                | 2023                                               | -                     | -                               | -                 | -                   | -                                | -                          | 1     |

## Divisiones
El Sistema de ligas de fútbol en México se divide en cuatro divisiones profesionales: Primera División Profesional, Liga de Expansión, Segunda y Tercera División, así como por el Sector Aficionado, y cada una de las divisiones tiene reglamentos de competencia y torneos diferentes.
La Primera División cuenta con 18 clubes. Se juegan dos torneos por año. En cada torneo, los doce mejor posicionados en la tabla general califican a una fase final conocida como liguilla; esta consiste en partidos de reclasificación y duelos a visita recíproca de cuartos de final, semifinal y la gran final. Antes de suspenderse temporalmente, el descenso era cada dos temporadas, y se tomaba en cuenta el porcentaje de puntos ganados entre juegos disputados.
La Liga de Ascenso (antes Primera División "A") era la segunda en importancia, se estableció en 1994 y hasta su última temporada en el Clausura 2020 contaba con 12 equipos. También se jugaban dos torneos cortos y el ascenso se decidía con un enfrentamiento a ida y vuelta entre los dos campeones de cada temporada. El descenso se decidía de la misma forma que en Primera División. Desapareció en 2020 por problemas económicos creándose en su lugar un torneo llamado Liga de Expansión, con el objetivo de formar nuevos talentos para la Liga MX sin tener un vínculo directo con esta.
La Segunda División se convirtió en la tercera categoría en la temporada 1994-1995, cuando se creó la Primera división "A". Esta categoría se estableció en la temporada 1950-1951 y actualmente cuenta con 25 equipos. Los torneos cortos se establecieron en 1999 y los campeonatos de filiales en el 2002. A partir de la segunda mitad del año 2008, con la participación y aprobación de los dueños de los equipos de la segunda y la tercera división mexicana, la Segunda División fue dividida en 2 categorías: Serie A (12 Equipos) y Serie B (13 equipos).
La Tercera División, cuarta en importancia, se estableció en 1967 y actualmente cuenta con 192 equipos. A pesar de los numerosos participantes, esta división solo otorga dos ascensos al año, cada uno para el campeón de uno de los torneos cortos. Además, desde la temporada 1992-1993 se celebra un campeonato entre equipos filiales cuyo campeón no asciende. Desde el clausura 2004 se jugaron tres torneos promocionales con equipos de Sinaloa y Sonora, cuyo campeón tampoco ascendía. Este promocional dejó de existir, y sus participantes se anexaron al torneo regular en un nuevo grupo. Los equipos se dividen actualmente en 14 grupos.
En total, se organizan y se supervisan más de 4200 encuentros al año, y la federación tiene a su cargo el arbitraje, la disciplina y la resolución de conflictos. Para poder realizar todos los encuentros realizados por la Federación Mexicana de Fútbol, la Comisión de Árbitros cuenta con más de 600 silbantes en las Divisiones Profesionales.
| Nivel | Nivel | Divisiones                                         | Divisiones                                         | Divisiones                                         | Divisiones                                         | Divisiones                                         | Divisiones                                         | Divisiones                      | Divisiones                      | Divisiones                      | Divisiones                      | Divisiones                      | Divisiones                      | Divisiones                      | Divisiones                      | Divisiones                      | Divisiones                      | Divisiones                      | Divisiones                      |
| 1     | 1     | Liga MX 18 equipos                                 | Liga MX 18 equipos                                 | Liga MX 18 equipos                                 | Liga MX 18 equipos                                 | Liga MX 18 equipos                                 | Liga MX 18 equipos                                 | Liga MX 18 equipos              | Liga MX 18 equipos              | Liga MX 18 equipos              | Liga MX 18 equipos              | Liga MX 18 equipos              | Liga MX 18 equipos              | Liga MX 18 equipos              | Liga MX 18 equipos              | Liga MX 18 equipos              | Liga MX 18 equipos              | Liga MX 18 equipos              | Liga MX 18 equipos              |
| 2     | 2     | Liga de Expansión MX 15 equipos                    | Liga de Expansión MX 15 equipos                    | Liga de Expansión MX 15 equipos                    | Liga de Expansión MX 15 equipos                    | Liga de Expansión MX 15 equipos                    | Liga de Expansión MX 15 equipos                    | Liga de Expansión MX 15 equipos | Liga de Expansión MX 15 equipos | Liga de Expansión MX 15 equipos | Liga de Expansión MX 15 equipos | Liga de Expansión MX 15 equipos | Liga de Expansión MX 15 equipos | Liga de Expansión MX 15 equipos | Liga de Expansión MX 15 equipos | Liga de Expansión MX 15 equipos | Liga de Expansión MX 15 equipos | Liga de Expansión MX 15 equipos | Liga de Expansión MX 15 equipos |
| 3     | 3     | Liga Premier 52 equipos                            | Liga Premier 52 equipos                            | Liga Premier 52 equipos                            | Liga Premier 52 equipos                            | Liga Premier 52 equipos                            | Liga Premier 52 equipos                            | Liga Premier 52 equipos         | Liga Premier 52 equipos         | Liga Premier 52 equipos         | Liga Premier 52 equipos         | Liga Premier 52 equipos         | Liga Premier 52 equipos         | Liga Premier 52 equipos         | Liga Premier 52 equipos         | Liga Premier 52 equipos         | Liga Premier 52 equipos         | Liga Premier 52 equipos         | Liga Premier 52 equipos         |
| 4     | 4     | Tercera División 208 equipos                       | Tercera División 208 equipos                       | Tercera División 208 equipos                       | Tercera División 208 equipos                       | Tercera División 208 equipos                       | Tercera División 208 equipos                       | Tercera División 208 equipos    | Tercera División 208 equipos    | Tercera División 208 equipos    | Tercera División 208 equipos    | Tercera División 208 equipos    | Tercera División 208 equipos    | Tercera División 208 equipos    | Tercera División 208 equipos    | Tercera División 208 equipos    | Tercera División 208 equipos    | Tercera División 208 equipos    | Tercera División 208 equipos    |
| 5     | 5     | Sector Amateur Varonil Aproximadamente 700 equipos | Sector Amateur Varonil Aproximadamente 700 equipos | Sector Amateur Varonil Aproximadamente 700 equipos | Sector Amateur Varonil Aproximadamente 700 equipos | Sector Amateur Varonil Aproximadamente 700 equipos | Sector Amateur Varonil Aproximadamente 700 equipos |                                 |                                 |                                 |                                 |                                 |                                 |                                 |                                 |                                 |                                 |                                 |                                 |

| Nivel | Divisiones                   | Divisiones                   |
| ----- | ---------------------------- | ---------------------------- |
| 1     | Liga MX Femenil (18 equipos) | Liga MX Femenil (18 equipos) |
| 2     | SuperLiga (23 equipos)       | SuperLiga (23 equipos)       |
| 3     | Premier Torneo descontinuado | LNCFF (12 equipos)           |

## Torneos y competencias

### Torneos varoniles de primera división
| Torneo               | Último torneo | Campeón vigente |
| -------------------- | ------------- | --------------- |
| Primera División     | Clausura 2025 | Toluca          |
| Copa México*         | 2019-20       | Monterrey       |
| Campeón de Campeones | 2023-24       | Club América    |
| Supercopa de la Liga | 2024          | Club América    |

* El torneo de Copa actualmente se encuentra suspendido.

### Torneos femeniles de primera división
| Torneo                       | Último torneo | Campeón vigente   |
| ---------------------------- | ------------- | ----------------- |
| Primera División Femenil     | Clausura 2025 | Pachuca           |
| Campeón de Campeones Femenil | 2023-24       | Tigres de la UANL |

### Torneos de subdivisiones profesionales
| Torneo                                                              | Último torneo            | Campeón vigente            |
| ------------------------------------------------------------------- | ------------------------ | -------------------------- |
| Liga de Expansión MX                                                | Clausura 2025            | U. de G.                   |
| Campeón de Campeones (Liga de Expansión)                            | 2024-25                  | Tapatío                    |
| Serie A                                                             | Clausura 2025            | Irapuato                   |
| Serie A                                                             | Clausura 2025 (Filiales) | Correcaminos de la UAT "B" |
| Serie B                                                             | Clausura 2025            | Santiago Fútbol Club       |
| Campeón de Campeones de la Liga Premier (ascenso a Expansión MX)    | 2024-25                  | Aguacateros de Peribán     |
| Campeón de Campeones de Liga de Nuevos Talentos (Ascenso a Serie A) | 2024-25                  | Santiago Fútbol Club       |
| Tercera División de México                                          | 2024-25                  | Héroes de Zaci             |
| Tercera División (filiales)                                         | 2024-25                  | Leones Negros "C"          |
| Copa Conecta                                                        | 2025                     | Santiago F.C               |
| Copa Promesas MX                                                    | 2024                     | Halcones F.C.              |

### Torneos de fuerzas básicas
| Torneo                            | Último torneo | Campeón vigente   |
| Varonil                           | Varonil       | Varonil           |
| --------------------------------- | ------------- | ----------------- |
| Torneo sub-23                     | Clausura 2025 | Toluca            |
| Torneo sub-19                     | Clausura 2025 | Tigres de la UANL |
| Torneo sub-17                     | Clausura 2025 | Pumas de la UNAM  |
| Torneo sub-15                     | Apertura 2024 | Toluca            |
| Femenil                           |               |                   |
| Torneo Femenil de Fuerzas Básicas | Clausura 2025 | América           |

### Torneos organizados desaparecidos
- Campeonato Nacional Amateur/Copa Benito Juárez: Torneo nacional fundado en 1933, con el respaldo de la CODEME, que enfrentaba a las 32 selecciones de las entidades federativas.
- Copa Presidencial Adolfo López Mateos 1963: Fue un torneo de Copa celebrado junto a la Copa México 1962-63.
- Torneo de Nuevos Valores 1978: Durante los meses de julio y agosto de 1978 se programó con la participación de los 20 equipos de 1.ª División. En dicho torneo los clubes estuvieron obligados a alinear por lo menos 5 novatos de inicio. El campeón fue la U de G.[25]
- Copa Federación: Del 10 de julio al 7 de agosto de 1983 doce equipos de 1.ª y dieciséis de 2.ª jugaron este torneo, con la particularidad de que todos los duelos se disputaron en cancha de los equipos de Segunda. Cada club de Primera jugó 4 partidos contra equipos de segunda, y cada uno de estos se enfrentó a tres cuadros de aquella. El campeón fue el club Texcoco de la Segunda División.[25]
- Series internacionales: Nombre genérico de los cuadrangulares, pentagonales y hexagonales que se organizaban en territorio nacional desde 1957, con la participación de los 2 o 3 mejores clubes de México en el momento del torneo y uno o dos cuadros extranjeros, en especial de Sudamérica. La asistencia de dichos clubes con sus cuadros estelares y la seriedad con que afrontaban los clubes mexicanos los duelos (único roce internacional posible para los equipos locales) elevó la popularidad y notoriedad de estas competencias.[26]
- Torneo de Reservas: Torneo predecesor de los torneos juveniles de la Primera División, conocidos como Liga de Fuerzas Básicas.
- Pre Pre Libertadores: Torneo clasificatorio organizado por la FMF, en cooperación con el promotor Eduardo Aguirre, en los Estados Unidos, que contaba con la participación de diversos clubes mexicanos seleccionados por dicho promotor. El torneo servía para definir a los dos cuadros que disputarían la Pre Libertadores contra equipos venezolanos.
- Pre Libertadores: Fue un torneo binacional de fútbol, celebrado por clubes provenientes de Venezuela y México. El torneo fue creado en el año 1998 como un método para que los clubes mexicanos pudieran participar en la Copa Libertadores de América, aun cuando la federación no es integrante de la Confederación Sudamericana de Fútbol.
- Interliga: Jugado en Estados Unidos (sustituto de la Pre Pre-Libertadores), por los 8 equipos mejor ubicados en una tabla general que contemplaba los dos torneos cortos de la temporada. Los dos mejores equipos clasificaban a la Copa Libertadores.
- Super Copa MX: Fue un torneo de un partido que se jugaba entre los campeones del apertura y clausura de la Copa MX, se disputó entre 2014-2019.
- Copa de la Segunda División de México: Fue un torneo que servía para aquellos equipos que no pudieron calificarse a la liguilla de liga y ser campeones del torneo, siendo como recompensa la cantidad de un millón de dólares. Originalmente disputada con el formato de su similar de Primera División, dejó de disputarse en el torneo de 1971-72, siendo restablecida 31 años después, en la renovada segunda división. Se disputaba en cada una de sus ligas, la Liga Premier y la Liga de Nuevos Talentos.
- Copa de Campeones: Fue una serie final que se disputó a ida y vuelta entre los campeones del apertura y clausura la Copa de la Segunda División de México, se disputó entre 2013-15.
- Copa de la Liga MX Femenil: Fue un torneo de Copa oficial, que fungió como ensayo para la creación de la Liga femenil, jugado en 2017 cuyo ganador fue el Club de Fútbol Pachuca.
- Campeón de Ascenso: Fue una serie final de ida y vuelta disputado entre el campeón del Apertura y Clausura de la Liga de ascenso, el campeón ascendía a la Primera división, se disputó entre 1997-2019.